# Oppeliidae
Famille
Les Oppeliidae sont une famille fossile d'ammonites marines de la super-famille des Haploceratoidea.

## Systématique
La famille des Oppellidae est attribuée, en 1894, au géologue et paléontologue italien Guido Bonarelli (1871-1951) avec comme genre type Oppelia. 
On peut remarquer que selon WoRMS en 2025, le descripteur original est Douvillé, 1890.

## Présentation
Les Oppeliidae sont compressés en Haploceratoidea sculptés oxyconiques, non carénés, unicarinés, bicarinés ou tricarinés ; avec des sutures en grande variété, mais des nervures généralement plus ou moins falcoïdes ou falciformes. 
Les Oppeliidae sont la famille principale des Haploceratoidea, avec la durée la plus longue, s'étendant du Jurassique moyen (Bajocien) au Crétacé supérieur (Cénomanien). Leur dérivation/successeur est des Hildoceratoidea.

## Liste des sous-familles et genres
Selon Paleobiology Database :
- sous-famille † des Aconeceratinae Spath, 1923
- sous-famille † des Bonarelliinae Spath, 1928
- sous-famille † des Bradfordiinae Donovan et al., 1981
- sous-famille † des Distichoceratinae Hyatt, 1900
- sous-famille † des Glochiceratinae Hyatt, 1900
- sous-famille † des Hecticoceratinae Spath, 1925
- sous-famille † des Mazapilitinae Spath, 1928
- sous-famille † des Ochetoceratinae Spath, 1928
- sous-famille † des Oppeliinae Douville, 1890
- sous-famille † des Streblitinae Spath, 1925
- sous-famille † des Taramelliceratinae Spath, 1928
- genre † Bukowskites Jeannet, 1951
- genre † Cieneguiticeras Parent et al., 2010
- genre † Glochiceras Hyatt, 1900
- genre † Naramoceras McNamara, 1985
- genre † Oppelia Waagen, 1869[3] - genre type
- genre † Oxycerites Rollier, 1909[3]
- genre † Paroecotraustes Spath, 1928
- genre † Paroxycerites Breistrofer, 1947
- genre † Pasottia Parent et al., 2008
- genre † Prohecticoceras Spath, 1928[3]

La sous-famille des Binneyitinae, non mentionnée par Paleobiology Database, a été ajoutée par Donovan et al. en 1981, transférée depuis les Stephanoceratoidea.